# Sergei Michailowitsch Puschkow
Sergei Michailowitsch Puschkow (russisch Сергей Михайлович Пушков; * 25. Februar 1964 in Leningrad, Russische SFSR) ist ein ehemaliger russischer Eishockeyspieler und jetziger -trainer.

## Karriere
Sergei Puschkow begann seine Karriere als Eishockeyspieler in seiner Heimatstadt bei Ischorez Leningrad, für das er von 1984 bis 1988 in der Perwaja Liga, der zweiten sowjetischen Spielklasse, aktiv war. Die Saison 1989/90 verbrachte der Center bei TuTo Hockey in der zweiten finnischen Spielklasse, der I-divisioona. Von 1992 bis 1994 lief er für den SKA Sankt Petersburg in der Internationalen Hockey-Liga auf.
In der Saison 1994/95 spielte der Russe für Brynäs IF in der schwedischen Elitserien und wurde mit seiner Mannschaft Vizemeister. Zur folgenden Spielzeit wurde er von den Spektrum Flyers aus der norwegischen Eliteserien verpflichtet, kehrte jedoch kurz vor den Play-offs zum SKA Sankt Petersburg in die Internationalen Hockey-Liga zurück.
Von 1996 bis 1998 stand er für Vålerenga IF auf dem Eis, mit dem er in der Saison 1997/98 den norwegischen Meistertitel gewann und 1997 Vizemeister wurde. Es folgten noch eineinhalb Jahre in Norwegen bei den Storhamar Dragons (Vizemeisterschaft 1999) und Frisk Asker, ehe er im Laufe der Saison 1999/2000 beim HK Spartak Sankt Petersburg aus der zweiten russischen Spielklasse, der Wysschaja Liga, seine aktive Karriere im Alter von 36 Jahren beendete.

### International
Für Russland nahm Puschkow an der Weltmeisterschaft 1993 teil, bei der er mit seiner Mannschaft die Goldmedaille gewann.

### Als Trainer
Puschkow begann seine Trainerlaufbahn bei Frisk Asker, wo er als U19-Juniorentrainer beschäftigt war. Während dieser Zeit absolvierte er in der Saison 2002/03 ein Spiel in der U19-Liga Norwegens.
Von 2006 bis 2010 war Puschkow Cheftrainer bei Chimik-SKA Nawapolazk aus der belarussischen Extraliga. Bei der U18-Junioren-Weltmeisterschaft 2009 der Division IA betreute er die U18-Juniorenauswahl Belarus’ als Cheftrainer und schaffte mit dieser den Wiederaufstieg in die Top-Division.
Zwischen 2011 und 2013 war er als verantwortlicher Trainer für den Grüner IL aus der 1. divisjon, der zweiten norwegischen Spielklasse, tätig. In der ersten Hälfte der Saison 2013/14 war er Trainer der Tønsberg Vikings, kehrte anschließend nach Belarus zurück und übernahm das Traineramt beim HK Njoman Hrodna.
Vor der Saison 2014/15 wurde er als Assistenztrainer vom HK WMF Karelija aus der Wysschaja Hockey-Liga verpflichtet und am 31. Oktober 2014 zum Cheftrainer befördert. Zur Saison 2015/16 zog der Klub zurück nach Sankt Petersburg und wurde in SKA-Newa umbenannt.
Seit Beginn der Saison 2016/17 ist Puschkow wieder Cheftrainer bei Njoman Hrodna und gewann mit diesem 2017 und 2018 jeweils die belarussische Meisterschaft.
Während der laufenden Weltmeisterschaft der Herren 2018 übernahm er am 8. Mai 2018 den Posten des belarussischen Nationaltrainers von Dave Lewis.

## Erfolge und Auszeichnungen
- 1995 Schwedischer Vizemeister mit Brynäs IF
- 1996 Topscorer (50) der norwegischen Eliteserien
- 1997 Norwegischer Vizemeister mit Vålerenga IF
- 1998 Norwegischer Meister mit Vålerenga IF
- 1997 Norwegischer Vizemeister mit den Storhamar Dragons
- 2017 Belarussischer Meister mit dem HK Njoman Hrodna (als Trainer)
- 2018 Belarussischer Meister mit dem HK Njoman Hrodna (als Trainer)

### International
- 1993 Goldmedaille bei der Weltmeisterschaft
- 2009 Aufstieg in die Top-Division bei der U18-Junioren-Weltmeisterschaft der Division IA (als Trainer)

## Karrierestatistik
(Legende zur Spielerstatistik: Sp oder GP = absolvierte Spiele; T oder G = erzielte Tore; V oder A = erzielte Assists; Pkt oder Pts = erzielte Scorerpunkte; SM oder PIM = erhaltene Strafminuten; +/− = Plus/Minus-Bilanz; PP = erzielte Überzahltore; SH = erzielte Unterzahltore; GW = erzielte Siegtore; 1 Play-downs/Relegation; Kursiv: Statistik nicht vollständig)